# Казарин, Виталий Павлович
Казарин Виталий Павлович (4 ноября 1971, Орск, СССР) — российский хоккеист, нападающий. Тренер.

## Биография
Получил среднее образование. Начал профессиональную карьеру в 1997 году в клубе суперлиги «Мечел». С 1999 по 2006 год выступал за орский «Южный Урал». В 2006 году перешёл в казахстанский клуб «Казахмыс». В 2008 году вернулся в «Южный Урал», где выступал под номером 22.
Племянники - хоккеисты Михаил Глухов и Владислав Дюкарев.

## Достижения
Виталий Казарин входит в число лучших снайперов клуба бомбардиров Урала и Западной Сибири «250». Он член пятерки голеадоров за всю 55-летнюю историю хоккейного клуба «Южный Урал».